# DREAM!ing
『DREAM!ing』（ドリーミング）は、コロプラより配信されているスマートフォン向けゲームアプリ。iOSおよびAndroidにて2018年8月9日よりサービス開始。
2021年5月17日をもってサービスを終了。その後は『ミュージカル「DREAM!ing」』としてメディア展開が継続している。

## 概要
コロプラ初の女性向けゲームとして2017年10月27日に発表された。先行する形で、同年11月3日から4日に開催された「アニメイトガールズフェスティバル2017」にてCDと小冊子の無料配布を実施。リリース前日の2018年8月8日より先行ダウンロードを開始、同年8月9日よりiOSおよびAndroidにて配信された。
メディアミックス展開としては、『B's-LOG』12月号（2018年10月20日発売）よりイラスト連載を開始。2019年8月8日よりマンガMeeでWEB漫画連載を開始。2020年12月より『ミュージカル「DREAM!ing」』として舞台化されている。

## ストーリー

### あらすじ
夢を思いのままにし、他人と共有できる「ゆめシステム」。そして自分の作り上げたゆめをオーディエンスに見せる娯楽である「ゆめライブ」を通して、名門・東雲学園特進生たちが2人1組のペアとなり、たった一つの首席の座を目指す物語。互いの心が剥き出しになるゆめの中で、ときに心を通わせ、ときにぶつかり合いながらパートナーとの絆を深めていく。そして出会う、心の奥底に眠る本当の自分とは──。

### 概要
メインストーリー第1部・第2部はアプリ内で全編フルボイスで配信された。第3部・第4部は「360Channel」にて配信。また、アプリサービス終了後には「360Channel」にてメインストーリー第1部・第2部、キャラストーリー、イベントストーリーが配信されている。
ソーシャルゲームのストーリーとしては珍しく、ユーザー視点の人物が存在しないため、ファンの間ではユーザーのことを「壁」と称している。

### メインストーリー
第1部
全4章。主人公の悠馬とそのペアの柳、千里・孝臣ペア、藤次・紫音ペアを中心に展開。
─ ぼくらの夢は「ゆめ」でかなえる ─
各界の著名人の子息や才能溢れる新星たちが集う名門・東雲学園。その特進クラスへ入学するため、鹿児島からはるばる上京してきた漫画家・望月悠馬。はじめこそ慣れない東京に戸惑うも、ゆめライブのペアである花房柳や同級生の新兎千里、針宮藤次、獅子丸孝臣らとの交流を通し、持ち前の才能とひたむきさを武器に自らの道を切り拓いていく。
第2部
巳影・真也のW主人公と、一生・時雨・千里・孝臣を中心に展開。
─ いつか、サヨナラする親友へ ─
悪魔的なカンを持つギャンブラー・浅霧巳影と、神の手を持つ天才外科医・柴咲真也。2人の物語は、正体不明のゆめ・27club（ニナクラブ）から始まる。夏休み明け、二学期が始まった東雲学園では、27clubと呼ばれるゆめが生徒達の間で爆発的な流行を見せていた。カジノなどの超巨大娯楽施設を模した27clubは、未成年の生徒らに悪影響を及ぼしかねない。白華時雨を中心とした生徒会メンバーは、このゆめの主催者を捕らえるべく動いていた。3年間という僅かな学園生活。短いモラトリアムにそれぞれが思いを馳せる。しかし、その残された時間を激変させる事件が27clubで起きてしまう──。

## ゲームシステム
基本プレイ無料のアイテム課金制。プレイヤーはゲーム内に特定のキャラクターとして登場しない。
メインストーリーは全編フルボイスで、レッスン時に獲得できる「ストーリーゲージ」を貯めることで解放できる。個別のキャラストーリーはレッスン時にキャラ同士の「おしゃべり」を発生させてコミュLvを上げることで解放される。カードごとに設定された「ドリームロード」をレッスン等で獲得した三色のジェム（赤・青・黄色）で進めることで、パラメータの強化やカードストーリーの解放ができる。他にレッスンで解放できるレッスンストーリーやイベントで獲得できるイベントストーリーなどが存在する。
- レッスン - カード経験値や育成に必要なアイテムが入手できる。
- バトル - 育てたカードを用いてライブバトルを行う。
- ライブ鑑賞 - イベントやミッション報酬で獲得できる「ライブチケット」を使用して「ゆめライブ」を鑑賞できる。
- ゆめ日記 - キャラクターを寝かしつけてゆめ日記を収集できる。

## 登場人物
声はアニメ版の声優、演はミュージカル版の俳優。

### 1年生
望月 悠馬（もちづき ゆうま）
声 - 島﨑信長 / 演 - 佐藤信長
年齢：15歳 / 身長：172cm / 体重：56kg / 出身地：鹿児島 / 誕生日：12月9日 / 星座：射手座 / 血液型：A / 利き手：右 / 趣味：漫画・絵を描くこと、読書、貯金、映画鑑賞 / 所属寮：白寮
第1部の主人公。ペア相手は花房柳。南の離島からはるばる上京してきた、素朴で純朴な少年。絵が得意で、漫画の代筆をすることで家計を支える家族思いの苦学生。家族に妹の麻里と祖母のイト子、事故で昏睡状態の漫画家の母がおり、父は数年前に蒸発している。学園では標準語だが、本来は鹿児島訛り。口癖は「わっぜか（すごい）」。口数は少ないが芯はしっかりしている。はじめこそ慣れない東京に戸惑いも見せたが、肝が据わっており、物事にあまり動じない性格。柳の女癖の悪さに迷惑をかけられることもしばしばあるが、自分の漫画のネタにするなど受け入れている。
黒髪で眼が青い。ジャケットの胸に学園の紋章がついたブレザーの制服を着て、左襟の三本線は1年生を示す一番下が赤い。ライブ衣装は金モール付き白ジャケットに黒い手袋、白のエナメル靴。
針宮 藤次（はりみや とうじ）
声 - 豊永利行 / 演 - 反橋宗一郎
年齢： 15歳/ 身長：171cm / 体重：60kg / 出身地：東京 / 誕生日：1月2日 / 星座：山羊座 / 血液型：A / 利き手：右 / 趣味：エリートを維持するための努力 / 所属寮：白寮
ペア相手は三毛門紫音。代々官僚を輩出する家系に生まれ、現役総理大臣・針宮藤一郎を父に持つエリート。弟がいる。生来の気質は凡人並みで、一流を維持するために常に血の滲むような努力を怠らない。プライドが高く、天然で上から目線なところはあるが、まっすぐで公平な友人思い。女性が苦手。同室の紫音を「女装している男子のふりをしている女子」というややこしい存在だと思い込み、恋心を抱いている。本来はロックやジャズなどの大衆的な音楽を好み作曲も嗜むが、エリートであれという意識から表に出せないでいる。
私服でも、襟付きシャツ・ズボン・革靴・時計の4点セットで隙が無く、シャツの裾はしっかりイン。
新兎 千里（にいと せんり）
声 - 花江夏樹 / 演 - 樋口裕太、吉田邑樹
年齢：15歳 / 身長：168cm / 体重：56kg / 出身地：東京 / 誕生日：6月6日 / 星座：双子座 / 血液型：B / 利き手：右 / 趣味：ゲーム、手品 / 所属寮：黒寮
ペア相手は獅子丸孝臣。演劇界のホープとして注目される新進気鋭の舞台俳優。特技はものまねと代役。明るく社交的で冗談好き。その場で求められているセリフをスラスラ言えてしまい、笑顔の仮面で本音を隠すことが多い。根が常識人のため、ツッコミ役を一手に担う苦労人。友達思いで人との縁を大事にする一方、他人に好かれたり自分の評価を上げるための嘘やおべっかも辞さない性格。価値観が正反対の孝臣とは犬猿の仲であり「無神経ヤンキー」などと評しているが、共通の趣味であるゲームで一緒に遊んだりもしている。悠馬とは特に仲良しで、いつも一緒にいる。エクステやカチューシャで女子の役もできる。
獅子丸 孝臣（ししまる たかおみ）
声 - 内田雄馬 / 演 - 長江崚行
年齢：15歳 / 身長：169cm / 体重：56kg / 出身地：神奈川 / 誕生日：9月22日 / 星座：乙女座 / 血液型：O / 利き手：右 / 趣味：ゲーム、音楽・ギター / 所属寮：黒寮
ペア相手は新兎千里。優秀な頭脳をもつ天才で、探偵である父を手伝って数々の難事件を解決に導いたことも。家族構成は父と母、公安に勤める姉がいる。入学試験は藤次と共に満点を叩き出した。態度が悪く傍若無人なため粗暴に見られがちだが、根は優しい。嘘や媚びが大嫌いで、情緒的な配慮よりも論理的な正しさを優先する性格。ルームメイトの千里を「クソうさぎ」「馬鹿うさぎ」などと呼び、何かと衝突している。他人と深く関わることに臆病なところがある。解散したロックバンド「Uribos（ウリボーズ）」とハンバーガーをこよなく愛している。
右の前髪が目を隠しているが、御馳走をたくさん食べるときや餅つき大会ではヘアピンで留めて右目を出す。
ビアンキ 由仁（びあんき ゆに）
声 - 天野七瑠 / 演 - 川本光貴
年齢：15歳 / 身長：155cm / 体重：42kg / 出身地：シチリア / 誕生日：1月25日 / 星座：水瓶座 / 血液型：AB / 利き手：右 / 趣味：作曲・ピアノ / 所属寮：黒寮
ペア相手は久磨凛太朗。マフィアのボスである父から「angelo（天使）」と溺愛され育った箱入り息子。残酷なまでに無垢で無邪気。世界一愛する義兄・時雨を追って来日。闇の圧力で東雲の学生となった。時雨のペアである真也の命を執拗に狙っているが、失敗し続けている。絶対音感を持ち、話し声をメロディーに落とし込むのが得意。人に「メロディア」を見出しては本質を突くような発言をする。凛太朗を「カイチョさん」と呼んで懐いている。 私服はショートパンツで太ももと膝を見せている。

### 2年生
花房 柳（はなぶさ やなぎ）
声 - 古川慎 / 演 - 山田ジェームス武
年齢：16歳 / 身長：176cm / 体重：62kg / 出身地：東京 / 誕生日：2月17日 / 星座：水瓶座 / 血液型：O / 利き手：右 / 趣味：ガーデニング、デート、女性のはしご / 所属寮：白寮
ペア相手は望月悠馬。H3の1人。華族の血を引く放蕩王子で、常に女性に囲まれている。来るもの拒まず、去る者追わずの快楽主義者で、その色男ぶりから刃傷沙汰に発展することもしばしば。百合という名の病気の妹がおり、週に2度病院に見舞いに行っている。物腰は柔らかく、上品。ペアを組んだ当初の悠馬にはつれない態度だったが、あることをきっかけに優しい顔を見せるようになる。湊とは中学のころからの友人で、共に女性に囲まれていることが多い。1年生の時は黒寮所属で志部谷幽とペアを組んでいたが、解消し白寮に移った。
ブレザー制服の左襟にある三本線は2年生を示す真ん中の線が赤い。ネクタイをしていないことが多い。ライブ衣装は金モール付き白ジャケットに、黒のロングブーツ。裏地が紫のマントを着用。
三毛門 紫音（みけかど しおん）
声 - 蒼井翔太 / 演 - 杉本凛
年齢：16歳 / 身長：168cm / 体重：48kg / 出身地：ニューヨーク / 誕生日：2月22日 / 星座：魚座 / 血液型：AB / 利き手：右 / 趣味：ネイル、ピアノ、ショッピング / 所属寮：白寮
ペア相手は針宮藤次。美しい歌声を持つ、ミステリアスでアンニュイな雰囲気の女装男子。美しいものと猫が大好きで、時と共に喪われるものが嫌い。長い髪はカツラで、地毛は黒のショートカット。基本的に好き嫌いが激しいが、藤次に対しては冷たく接したり弄んだかと思えば導くような態度を見せ、憐れみと嫌悪混じりの複雑な感情を抱いている。弟が1人いる。1年生の時は牛若湊とペアで仲もよかったが、現在はペアを解消している。由仁を可愛がっており、千里とは流行りのカフェでお茶をする仲。
学園の女子学生用の制服を着ている。ライブ衣装は金モールが肩についた白のノースリーブ、膝上丈スカート、白エナメルのロングブーツ。
浅霧 巳影（あさぎり みかげ）
声 - 立花慎之介 / 演 - 塚本凌生
年齢：16歳 / 身長：177cm / 体重：63kg / 出身地：京都 / 誕生日：10月19日 / 星座：天秤座 / 血液型：AB / 利き手：左 / 趣味：FX・株、ギャンブル、バイク / 所属寮：白寮
第2部の主人公。ペア相手は虎澤一生。白寮副寮長。生徒会会計。悪魔的なカンと勝負強さを持つ学生投資家。巳陽（みはる）という名の双子の弟がいる。飄々として人を食ったようなつかみどころのない性格で、面倒ごとを嫌う。しかし空腹の悠馬にラーメンを奢ったりと優しい一面もある。一生に対して「後先考えず自分のことは後回しのお人好し」と呆れているが、結局やれやれ顔でつきあうことが多い。表立って感情的になることはほぼなく、誰に対しても愛想よく接するが、凛太朗に対しては時折嫌悪感をのぞかせる。千鶴とは腹黒仲間として仲が良い。愛用のバイクは「カノジョ」と呼んでメンテナンスを欠かさない。
上部に縁のない眼鏡をかけ、右のボリュームのある前髪が被さっている。
柴咲 真也（しばさき しんや）
声 - 山口智広 / 演 - 宮本弘佑、橋本勇大
年齢：16歳 / 身長：171cm / 体重：59kg / 出身地：東京 / 誕生日：12月27日 / 星座：山羊座 / 血液型：O / 利き手：右 / 趣味：幸せそうな家族を眺めながらひとりごはん / 所属寮：白寮
第2部の主人公。ペア相手は白華時雨。奇跡とも言われる執刀術を持ち、難易度SSの手術をいくつも成功させてきた現役高校生外科医。飛び級しているため本来は高校に通う必要はないが、東雲学園での「普通」の日々を楽しんでいる。オペ中は驚異的な集中力を見せるが、その反動か日常生活では致命的なドジを連発。何もないところで転ぶのは日常茶飯事で、いつもペアの時雨に助けられている。時雨と仲が良いため、由仁には激しい敵意を向けられているが、気づいていない。素直で優しく明るい性格で、ちょっぴり寂しがり屋。母親は遺伝子工学の権威。
怪我で左頬に湿布や絆創膏を貼っていることが多い。
白華 時雨（はっか しぐれ）
声 - 小林裕介 / 演 - 上仁樹
年齢：16歳 / 身長：170cm / 体重：56kg / 出身地：福岡 / 誕生日：7月12日 / 星座：蟹座 / 血液型：A / 利き手：右 / 趣味：読書・ピアノ / 所属寮：白寮
ペア相手は柴咲真也。生徒会副会長・書記・広報を兼任。不在がちな会長・凛太朗に代わり、1人で生徒会を支える姿から「歩く生徒会」と異名をとる優等生。ペアである真也のドジを完封フォローする度量を持ち、常に冷静で穏やか。真也のことは優しく明るい、自分にはもったいないほどのパートナーだと評している。控えめで丁寧な物腰だが、シチリアマフィアの跡取りという裏の顔を持ち、時折カタギではない一面をのぞかせる。特技は射撃・包丁さばき。義弟の由仁を大事にしており、彼を守ることが自分の使命だと思っている。ロックバンドに詳しく、軽音部に所属している。
ホワイトシルバーの髪が白スーツを着るとよく映える。
槙 千鶴（まき ちづる）
声 - 土岐隼一
年齢：16歳 / 身長：171cm / 体重：57kg / 出身地：ロサンゼルス / 誕生日：3月30日 / 星座：牡羊座 / 血液型：B / 利き手：右 / 趣味：紅茶、ダーツ、駄菓子屋さがし / 所属寮：黒寮
ペア相手は竜ヶ崎仁。黒寮副寮長。先祖代々竜ヶ崎家に仕える家柄で、仁の専属使用人として生まれ育つ。天性の腹黒で、特技は毒舌。瑠璃という名の妹がおり、やはり腹黒い性格をしている。人を判断する基準は、仁にとって役立つものか、忠誠を誓う家畜か、それ以外のゴミかである。口癖は「ミジンコ」。好物は駄菓子で、特に「おいしいよ棒」が大好きだが、竜ヶ崎家に仕える者として相応しくないためひた隠しにしている。巳影とは性悪どうし仲が良く、よくバイクでタンデムしている。
髪の一部を三つ編みにして左サイドに垂らしている。
志部谷 幽（しぶたに かすか）
声 - 畠中祐 / 演 - 坪倉康晴
年齢：16歳 / 身長：174cm / 体重：57kg / 出身地：高知 / 誕生日：11月21日 / 星座：蠍座 / 血液型：A / 利き手：右 / 趣味：香道、筆跡集め、滝行 / 所属寮：黒寮
ペア相手は牛若湊。古より占術・呪術を用い、歴史を影から操ってきた一門の継承者。性格は執念深く、狂おしいほどに一途。昨年までペアだった柳を盲目的に崇拝し、魂の同化を夢見ている。厳しい修行によるものか、自己否定と自己嫌悪が激しい。新しく柳のペアになった悠馬を「大罪人」として呪っている。ペアで同室の湊のことは「怠惰の化身」として忌み嫌っている。好きな食べ物はお団子、数の子、落雁。嫌いな食べ物は肉。
髪をツインテールにし、ゴスロリ少女に扮したことがある。
牛若 湊（うしわか みなと）
声 - 中島ヨシキ / 演 - 遊馬晃祐、吉田邑樹
年齢：16歳 / 身長：185cm / 体重：62kg / 出身地：パリ / 誕生日：3月16日 / 星座：魚座 / 血液型：B / 利き手：右 / 趣味：昼寝、雲を眺めること / 所属寮：黒寮
第3部の主人公。ペア相手は志部谷幽。H3の1人。モデルの母と俳優の父の間に生まれ、その息を呑むような美しい容姿から生後間もなくモデルになり、世界中からちやほやされて育つ。自由気ままでおおらかな性格。突拍子もないわがままで周囲を驚かせることもあるが、その顔面力から誰もが許し、叶えてしまう。部屋にある豚のぬいぐるみを、幽に少し似ているという理由で「ブウちゃん」と名付けて可愛がっている。柳とは中学のころからの遊び仲間。好きな食べ物はスフレ、マシュマロ、ホットチョコレート。嫌いな食べ物は固いもの。
中性的な容姿を生かし、白い真珠のネックレスに肩を見せる純白ドレスで女装したことがある。女物のピカピカの白い長靴を履いて雪あそびをし、薄紅のマフラーと手袋をして雪だるまを作った。セミロングの髪に花の飾りをつけている。

### 3年生
虎澤 一生（とらさわ いっせい）
声 - 深町寿成 / 演 - 白石康介
年齢：17歳 / 身長：176cm / 体重：64kg / 出身地：北海道 / 誕生日：5月5日 / 星座：牡羊座 / 血液型：B / 利き手：右 / 趣味：寺社巡り、時代劇TVドラマ、空手、筋トレ / 所属寮：白寮
第4部の主人公。ペア相手は浅霧巳影。白寮寮長。お日様のように明るく爽やかなオーラから、老若男女に慕われる好青年。妹がいる。面倒見がよく、困っている人を放っておけない性格。ある事情からアメリカ暮らしだったが、歌舞伎に魅せられ部屋子となるべく来日。公演のために学園にいないことが多い。海外暮らしが長かったため少々世間知らずなところがあり、「忍者生存説」などの巳影の嘘をあっさり信じてしまう天然なところがある。仁・凛太朗とは幼馴染。仁とは互いに少しこじれた感情を向け合っているが、好敵手として認めている。凛太朗へはヒーローとして尊敬の眼差しを向ける。
ブレザー制服の左襟にある三本線は3年生を示す一番上が赤い。
竜ヶ崎 仁（りゅうがさき じん）
声 - 武内駿輔
年齢：17歳 / 身長：187cm / 体重：72kg / 出身地：ロサンゼルス / 誕生日：4月9日 / 星座：牡羊座 / 血液型：A / 利き手：右 / 趣味：クルージング、フィッシング、ダーツ / 所属寮：黒寮
ペア相手は槙千鶴。黒寮寮長。H3の1人。戦後ロスを拠点に大成したメディア王の末孫にして、竜ヶ崎家の次期総代。弟がいる。大胆不敵で頭脳明晰。並外れたカリスマ性の持ち主で、誰もがその傘下に入り、充足感を得たいと望む孤高の絶対君主。実は極度の虫嫌いで、発見するやいなや殺虫部隊を招集し、殲滅にかかるほど。社会勉強を兼ねてスーパーでアルバイトしており、完璧な仕事ぶりを見せる。一生に対しては、自分と肩を並べるにふさわしい男であると認めている。
黒スーツが似合い、寝間着も黒。
久磨 凛太朗（くま りんたろう）
声 - 柿原徹也 / 演 - 宮内伊織
年齢：18歳 / 身長：175cm / 体重：61kg / 出身地：長崎 / 誕生日：8月11日 / 星座：獅子座 / 血液型：O / 利き手：両 / 趣味：バックパッキング、筋トレ、ダンス / 所属寮：黒寮
ペア相手はビアンキ由仁。生徒会長。2回目の3年生。ヒーローになるという幼心の夢のまま、あらゆる立ち技格闘技の大会でベルトやトロフィーを独り占めしてきた。現在は全て返上し、世界各国を放浪中。自分の行きたい外国のフェスに後輩を巻き込むことも。独特の略語を使いこなし、出たとこ勝負のおちゃらけた性格だが、時折鋭い言動を放つ。由仁を「マイエンジェル」と呼んで可愛がっている。一生・仁とは幼馴染で、2人からは「凛太朗さん」と呼ばれ、慕われている。

### その他
猿渡 喜一（さるわたり きいち）
声 - 緑川光
年齢：29歳 / 身長：181cm / 体重：67kg / 出身地：東京 / 誕生日：6月21日 / 星座：双子座 / 血液型：B / 利き手：右 / 趣味：ワイン、旅行、お忍び庶民体験
理事長代理、兼3年特進クラス担任。世界周遊旅行に旅立った祖父に代わって理事の代理をすることになった。常識にとらわれず「面白いもの」を楽しむことを生きがいとしており、特に最近は思春期の青春に強いエンタメ性を感じている奇人。なお、自分が面白くないと言われると膝を抱えて落ち込む。座右の銘は「逆境に勝る教育はない」「青春の過失は壮年の勝利や老年の成功よりも好ましい」。酒は赤ワイン派。
桐谷 洋介（きりたに ようすけ）
声 - 子安武人 / 演 - 磯貝龍乎
年齢：28歳 / 身長：182cm / 体重：69kg / 出身地：埼玉 / 誕生日：10月7日 / 星座：天秤座 / 血液型：O / 利き手：左 / 趣味：読書、ゆめシステムの拡張・構築
1年特進クラス担任。物理・数学担当教師。ゆめシステムの技術者としての腕を喜一に買われて学園勤めとなる。天才肌のエンジニア＆学者である一方、私生活は怠惰でずぼら。人間関係も適当なため、本人の知らぬところで死亡説が流れたり、恋人がいつの間にか別の男と結婚していたりする。酒はバーボン派。
白衣を着て、縁なしの眼鏡をかけ、左胸ポケットから赤いストラップが下がっている。
伊野尾 正親（いのお まさちか）
声 - 浪川大輔  / 演 - 吉田邑樹
年齢：25歳 / 身長：174cm / 体重：63kg / 出身地：群馬 / 誕生日：9月14日 / 星座：乙女座 / 血液型：A / 利き手：右 / 趣味：スーパー銭湯
2年特進クラス担任。新任の古典担当教師。真面目な人情家で、甲斐甲斐しい性格。母親のような世話焼きぶりを喜一に気に入られ、採用される。軒並みマイペースで常識はずれの特進生はもちろん、喜一や洋介ら同僚教師にすら振り回され、気苦労が絶えない。「黒歴史」と呼ばれる過去があり、時折その片鱗を見せる。酒はビール派。
報同 守（ほうどう まもる）
声 - 鈴木裕斗  / 演 - 多田滉
年齢：17歳 / 身長：171cm / 体重：55kg / 出身地：埼玉 / 誕生日：7月21日 / 星座：蟹座 / 血液型：B / 利き手：右 / 趣味：マスコミ部の活動、ロードバイク / 所属寮：黒寮
3年生。マスコミ部部長。特進生ではなく一般の生徒だが、ゆめライブや学園行事での情熱的な実況に定評があり、知名度は高い。性格は情熱的でまっすぐ。その冷めることのない報道魂は時折煙たがられることもあるが諦めない。卒業後は進学して局入り予定。あんパンはこしあん派。

## 用語
東雲学園
長い歴史を持つ名門校。各界の著名人の子息が集う。「知力」「体力」「人徳」により成績がつけられ、首席で卒業すれば国家レベルの特別な権限が与えられる。「人徳」を計測するために必要なのが各首席候補生につくフォロワー数であり、後述の「ゆめライブ」を行うことで、フォロワーを効率的に集めることができる。学生寮が併設されており、全生徒の約9割が生活している。男子は白寮と黒寮に分かれており、各寮の寮長・副寮長は学園で強い権力を持っている。
ゆめシステム
夢を思いのままにすることができ、かつ他者に共有することができる新技術。学習から娯楽まで幅広い応用ができるが、東雲学園では首席決定のためにシステムを導入し後述の「ゆめライブ」を行う。
ゆめライブ
ゆめシステムを用い、首席候補生が「ハート」役と「バディ」役の2人1組になり、フォロワー獲得のため行うライブ。ハートはそのゆめの主役、バディは脇役のようなものとされる。成功すればオーディエンスは高揚感と充足感を得ることができるが、ハートとバディの心が噛み合わずユニゾンできなければゆめは悪夢に変わり、現実の体調にまで影響をきたす場合もある（「夢酔い」と呼ばれる）。ライブ中に身体の一部が触れていると、バディ役の心の中はハート役に伝わってしまう。
H3（ヘブン3）
東雲学園で類稀なるフェロモンを放つ御三家、花房柳・牛若湊・竜ヶ崎仁の通称。
Uribos（ウリボーズ）
2ndアルバムを最後に解散した伝説のロックバンド。ボーカルの名はバビルサ。ファンの通称は“マタギ”。
27club（ニナクラブ）
主催者不明の「ゆめ」。27時以降にゆめシステムにログインし、特定の操作入力を行うことで入ることができる。ラスベガスの高級カジノのような外観で、内部には各階ごとに異なる娯楽エリアが存在する。ソーシャルゲームと同じように共通のプレイコインが配布され、毎晩ログインをするだけで夜通し遊べる程度のコインが貰える。コインの所持数が多ければ、上層階に専用のVIPルームが持てたり、高レートの遊びをすることができる。毎晩一頭だけ出現する「隠れシープ」を銃で打つことで、1019万コインが手に入るという裏技がある。

## 連載・書籍
雑誌連載
B's-LOGに2018年12月号から2019年10月号まで連載していた。全9回。描き下ろしイラストはキャラクター原案の夏生が担当。
漫画連載
マンガMeeで2019年8月8日から9月26日にかけて連載していた。全18話。作画は藤原ゆか。
LINEマンガで2021年5月10日から2022年5月30日にかけて連載していた。全66話。作画は笹見ササ。メインストーリーをベースにしたコミカライズ。
ファンブック
DREAM!ing 1st Anniversary Book（コロプラ公式ショップとアニメイトでの専売の受注生産品。2019年7月31日予約開始）

## 関連番組
『みんなでいい夢見よう!DREAM!ing ニコ生 略してドリ生!』は2018年7月1日よりニコニコ生放送で配信していたインターネット番組。略称は『ドリ生!』。MCは報同守役の鈴木裕斗、構成作家は牛若湊役の中島ヨシキ。
ゲスト
第1回 - 島﨑信長、山口智広、小林裕介
第2回 - 豊永利行、蒼井翔太
第3回 - 花江夏樹、 内田雄馬
第4回 - 武内駿輔、土岐隼一
第5回 - 深町寿成、立花慎之介
第6回 - 畠中祐、中島ヨシキ
第7回 - 中島ヨシキ、小林裕介
第8回 - 立花慎之介、土岐隼一
第9回 - 緑川光、立花慎之介、山口智広
第10回 - 中島ヨシキ、天野七瑠
第11回 - 島﨑信長、山口智広

## ミュージカル

### 公演リスト
ミュージカル「DREAM!ing」
初の舞台化。メインストーリー第1部を原作として、望月悠馬・花房柳ペアを中心に、入学式から夏休み前までの1学期を描く。
- 2020年12月24日 - 27日、松下IMPホール
- 2021年1月8日 - 17日、大手町三井ホール

ミュージカル「DREAM!ing〜Rainy Days〜」
舞台作品第2弾。メインストーリー第2部を原作として、柴咲真也・白華時雨ペアと浅霧巳影・虎澤一生ペアを中心に、夏休み明けからの時期を描く。
- 2022年7月8日 - 18日、品川プリンスホテル ステラボール

ミュージカル「DREAM!ing〜FUN!:C'est la vie〜」
舞台作品第3弾。メインストーリー第3部を原作として、牛若湊・志部谷幽ペアを中心に、2学期終了までの時期を描く。
- 2024年3月23日 - 30日、品川プリンスホテル ステラボール

ミュージカル「DREAM!ing〜White Maze〜」
舞台作品第4弾。シリーズ初のオリジナルストーリー。新兎千里・獅子丸孝臣ペアを中心に、冬休み中の年末の時期を描く。
- 2024年12月14日 - 22日、飛行船シアター

### 登場キャラクター
※太文字は主人公
※公式サイトのキャストページで表記されている順に所属寮ごとに分けて記載
|                                                 | 白寮生                                                                  | 黒寮生                                           | その他                             |
| ----------------------------------------------- | ----------------------------------------------------------------------- | ------------------------------------------------ | ---------------------------------- |
| ミュージカル「DREAM!ing」                       | 望月悠馬 花房柳 針宮藤次 三毛門紫音 柴咲真也 白華時雨                   | 新兎千里 獅子丸孝臣 志部谷幽 牛若湊 ビアンキ由仁 | 桐谷洋介                           |
| ミュージカル 「DREAM!ing〜Rainy Days〜」        | 柴咲真也 白華時雨 浅霧巳影 虎澤一生 望月悠馬 花房柳 針宮藤次 三毛門紫音 | 新兎千里 獅子丸孝臣 志部谷幽 牛若湊 ビアンキ由仁 | 桐谷洋介                           |
| ミュージカル 「DREAM!ing〜FUN!:C'est la vie〜」 | 針宮藤次 三毛門紫音 花房柳 望月悠馬 柴咲真也 白華時雨 虎澤一生 浅霧巳影 | 牛若湊 志部谷幽 久磨凛太朗                       | 針宮藤一郎（演 - 篠原功） 桐谷洋介 |
| ミュージカル 「DREAM!ing〜White Maze〜」        | 針宮藤次 三毛門紫音 虎澤一生 浅霧巳影                                   | 新兎千里 獅子丸孝臣 久磨凛太朗                   | バク（演 - 吉田邑樹） 桐谷洋介     |

### アンサンブルキャスト
ミュージカル「DREAM!ing」
仲田祥司 / 篠宮隆太 / 多田滉 / 山内涼平 / 金澤皇輝 / 関根耀
ミュージカル「DREAM!ing〜Rainy Days〜」
仲田祥司 / 吉田邑樹 / 多田滉 / 山口渓 / 毛利光汰 / 伊東征哉 / 安久真修 / 丸山武蔵
ミュージカル「DREAM!ing〜FUN!:C'est la vie〜」
仲田祥司 / 吉田邑樹 / 多田滉 / 山口渓 / 伊東征哉 / 大嶌幸太
ミュージカル「DREAM!ing〜White Maze〜」
仲田祥司 / 多田滉 / 伊東征哉 / 丸山武蔵 / 三小田芳樹

### スタッフ
- 脚本 - 広瀬格
- 演出 - 國重直也
- 音楽 - TOKYO LOGIC Ltd.
- 振付 - MAMORU
- 衣装 - オサレカンパニー、ヤマダタカノブ
- ヘアメイク - earch
- 制作 - バンダイナムコミュージックライブ、S-SIZE
- 宣伝美術 - Gene & Fred
- 原作 - コロプラ「DREAM!ing（ドリーミング！）」
- 企画・プロデュース - 4cu

### イベント
ミュージカル「DREAM!ing〜After Party〜」
ミュージカル「DREAM!ing」の集大成となるファンミーティングイベント。
- 日程、会場 - 2025年8月9日、ニッショーホール
- キャスト - 佐藤信長、山田ジェームス武、長江崚行、樋口裕太、反橋宗一郎、杉本凛、宮本弘佑、上仁樹、坪倉康晴、遊馬晃祐、白石康介、塚本凌生、中畑光貴、宮内伊織、吉田邑樹、磯貝龍乎、多田滉、篠原功

## ディスコグラフィ

### シングル
|     | 発売日        | タイトル                                                | 規格品番   |
| --- | ------------- | ------------------------------------------------------- | ---------- |
| 1st | 2018年9月26日 | TAKE A DREAM!!                                          | SRCL-9937  |
| 2nd | 2019年2月13日 | 僕等の六等星 〜ゆめライブCD 悠馬&柳〜                   | SRCL-9943  |
| 3rd | 2019年2月27日 | Magic Rhythm Party Floor 〜ゆめライブCD 千里&孝臣〜     | SRCL-9944  |
| 4th | 2019年3月13日 | Secret Scarlet 〜ゆめライブCD 藤次&紫音〜               | SRCL-9945  |
| 5th | 2019年3月27日 | BLACK OUT/HAPPY ENTERTAINER 〜ゆめライブCD 黒寮VS白寮〜 | SRCL-9946  |
| 6th | 2020年7月22日 | ゆめライブCD side BLACK                                 | SRCL-11099 |
| 7th | 2020年7月29日 | ゆめライブCD side WHITE                                 | SRCL-11179 |

### ドラマCD
| 発売日         | タイトル                                        | 規格品番 |
| -------------- | ----------------------------------------------- | -------- |
| 2020年9月30日  | ドラマCD DREAM!ing 〜踊れ！普通の温泉旅行記〜   | FFCG-152 |
| 2020年11月20日 | ドラマCD DREAM!ing 〜さらば！ペア解消試験！？〜 | FFCG-153 |
| 2021年1月27日  | ドラマCD DREAM!ing 〜掴め！漫才ドリーム！〜     | FFCG-154 |
| 2021年3月24日  | ドラマCD DREAM!ing 〜ぶらり！冬の東京観光！〜   | FFCG-155 |

### ミュージカルBlu-ray
| 発売日        | タイトル                                           | 規格品番  |
| ------------- | -------------------------------------------------- | --------- |
| 2021年7月28日 | BD ミュージカル「DREAM!ing」                       | FFXS-0004 |
| 2023年1月25日 | BD ミュージカル「DREAM!ing〜Rainy Days〜」         | FFXS-0009 |
| 2024年10月9日 | BD ミュージカル 「DREAM!ing〜FUN!:C’est la vie〜」 | FFXS-0014 |

### ミュージカルCD
| 発売日        | タイトル                                 | 規格品番  |
| ------------- | ---------------------------------------- | --------- |
| 2021年7月28日 | ミュージカル「DREAM!ing」Song Collection | FFCS-0001 |

## コラボレーション
- カラオケの鉄人 - 「DREAM!ing×カラオケの鉄人」として2018年8月23日から11月30日まで[注 10]、2019年8月9日から10月14日までの2回開催。一部店舗ではコラボレーションルームも実施した[29][30]。
- アニメイトカフェショップ - 2018年11月1日から2019年1月15日まで一部店舗にてコラボレーションカフェを実施[31]。